# Rudi Kappés
Rudi Kappés (* 29. November 1957 in Riegelsberg; † 8. März 2002 in Saarbrücken) war ein deutscher Fußballspieler und Fußballtrainer.

## Leben
Rudi Kappés spielte als Jugendlicher in seinem Heimatverein FV 08 Riegelsberg.
In der Saison 1978/1979 war er als Mittelfeldspieler beim Bundesliga-Zweitligisten 1. FC Saarbrücken aktiv und wechselte zum VfR Bürstadt in Hessen, ebenfalls Zweitligist. Dort erzielte er in 41 Spielen 8 Tore. Er kehrte ins Saarland zurück und war Spieler beim FSV Salmrohr, FC St. Wendel, SpVgg Elversberg, ASC Dudweiler und Borussia Neunkirchen, wo er vom 1. Juli 1986 bis 30. Juni 1987 eingesetzt war.
Als Trainer war er in den Vereinen SV Alemannia Thalexweiler, FV Schwarzenholz, SV Karlsbrunn, FC Wadrill und beim SV Röchling Völklingen, der wieder in der Oberliga Südwest spielte.

## Familie
Rudi Kappés war verheiratet und hatte die Tochter Mona (* 1989), die mit ihm zusammen bei einem Autounfall am 8. März 2002 ums Leben kam. Sein Sohn Pascal Kappés ist Laiendarsteller in verschiedenen Fernsehsendungen.

## Rudi-Kappés-Stiftung
2004 wurde die Rudi-Kappés-Stiftung gegründet, deren Zweck die Unterstützung bedürftiger und unverschuldet in Not geratener Saarländer war. Den Vorsitz hatte Reinhard Klimmt, ehemaliger Vorsitzender des 1. FC Saarbrücken. 2019 wurde die Stiftung handlungsunfähig.
Stiftungsvorstand Michael Arnold und seine Ehefrau, ehrenamtlich in der Stiftung tätig, hatten 115.000 Euro veruntreut. Beide wurden zu einer mehrjährigen Freiheitsstrafe verurteilt.

## Sonstiges
Nationalspieler Stefan Kuntz sagte über ihn „Er war ein Mensch, der immer für andere da war.“